# Chiesa di Sant'Antonio Abate (Introbio)
La chiesa di Sant'Antonio Abate è la parrocchiale di Introbio, in provincia di Lecco ed arcidiocesi di Milano; fa parte del decanato di Primaluna.

## Storia
Anticamente il territorio di Introbio era sottoposto direttamente alla pieve di Primaluna; nel 1406 venne eretta dall'arcivescovo Pietro Filargo la parrocchia introbiese, con sede nella chiesetta di San Michele Arcangelo.

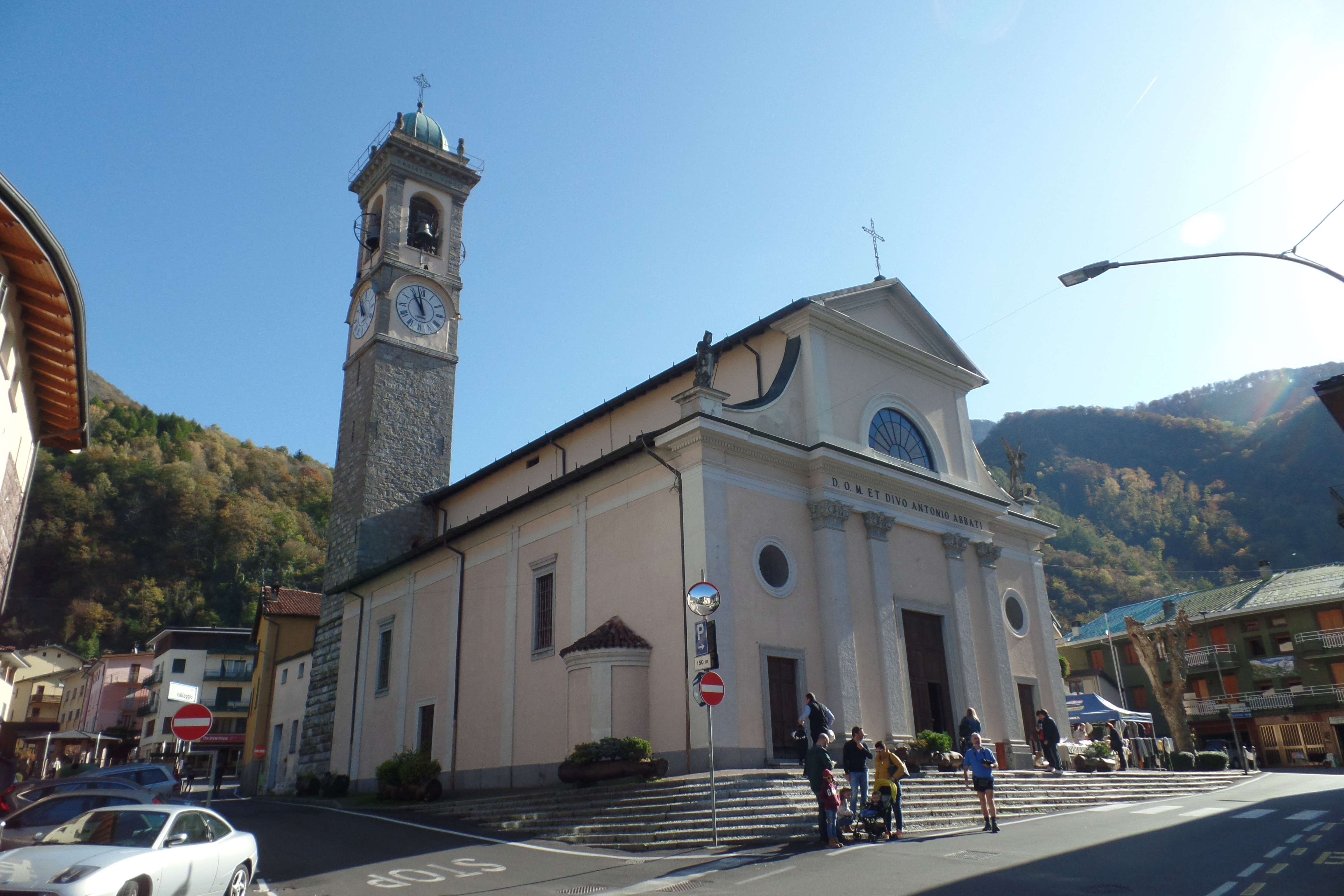
Veduta della chiesa e del campanile

Nel 1566 l'arcivescovo di Milano Carlo Borromeo, compiendo la sua visita pastorale, fece trasferire la parrocchialità nella chiesa di Sant'Antonio Abate in paese, che era più comoda per i fedeli.
Dalla relazione della visita pastorale del 1746 dell'arcivescovo Giuseppe Pozzobonelli s'apprende che nella chiesa parrocchiale, che aveva alle sue dipendenze gli oratori di Santa Maria della Neve, di San Michele Arcangelo e di Santa Caterina, avevano sede il sodalizio del Santissimo Sacramento e la confraternita del Santissimo Rosario.
La prima pietra della nuova parrocchiale, progettata da don Enrico Locatelli, venne posta nel 1891; nel 1897 l'edificio fu completato e consacrato.
Tra il 1900 e il 1901 venne eretto il campanile.
Nel 1934 fu realizzata la bussola lignea del portale e nel 1969 venne posato il nuovo pavimento; nel 1989 il tetto subì un rifacimento, mentre nel 1991 l'interno fu oggetto di un restauro.

## Descrizione

### Facciata
La facciata della chiesa, ch'è a salienti, è scandita delle lesene sorreggenti il cornicione, sopra il quale s'eleva l'ordine superiore, caratterizzato da due lesene laterali, affiancato da due volute che lo raccordano al registro inferiore e da due statue ritraenti i santi Michele arcangelo ed Antonio Abate.

### Interno
L'interno è diviso da colonne d'ordine corinzio in tre navate, sulle quali s'affacciano la cappella della Vergine del Rosario, caratterizzata da una balaustra in marmo di Varena, e quella di San Giuseppe; al termine dell'aula vi è il presbiterio, sopraelevato di due gradini, a sua volta chiuso dall'abside.
Le opere di maggior pregio qui conservate sono le pale in cui sono ritratte le Tentazioni di sant'Antonio, realizzate da Carlo Filippo Vignati.
Dalla vecchia parrocchiale provengono alcuni affreschi. Tra di essi, uno risalente al XV secolo riporta le insegne della famiglia ghibellina degli Arrigoni, storicamente contrapposta ai guelfi della famiglia Inverni.